# سبری (اومنوغوبی)
شهرستان سِبرِی (یا سِفرِی یا سِورِئی)(به زبان مغولی: Сэврэй сум، [Sevrej sum]؛ ᠰᠡᠪᠡᠷᠡᠢ ᠰᠤᠮᠤ، [seberei sumu]) یک شهرستان (سُوم) در مغولستان است که در استان اومنوغوبی واقع شده‌است. سِبرِی ۸٬۰۹۵ کیلومتر مربع مساحت دارد.

## تقسیمات اداری
شهرستان سِبرِی متشکل از ۳ قصبه (باغ) می‌باشد، شامل:
- بویلسِن (مغولی: Бүйлсэн баг، [Büjlsen bag]؛ ᠪᠦᠢᠯᠡᠰᠦ ᠤᠨ ᠪᠠᠭ، [büyilesü-ün baɣ])
- خولت (مغولی: Хоолт баг، [Xoolt bag]؛ ᠬᠤᠭᠤᠯᠠᠲᠤ ᠪᠠᠭ، [quɣulatu baɣ])
- ساین‌شاند (مغولی: Сайншанд баг، [Sajnšand bag]؛ ᠰᠠᠶᠢᠨᠱᠠᠩᠳᠠ ᠪᠠᠭ، [sayinšaŋda baɣ])